# Фелікс Сандстрем
Пер Фелікс Сандстрем (швед. Per Felix Sandström; 12 січня 1997, м. Євле, Швеція) — шведський хокеїст, воротар. Виступає за «Брюнес» (Євле) у Шведській хокейній лізі.
Вихованець хокейної школи ХК «Юге». Виступав за «Брюнес» (Євле).
В чемпіонатах Швеції — 2 матчі, у плей-оф — 1 матч.
У складі юніорської збірної Швеції учасник чемпіонатів світу 2014 і 2015.